# Anieș
Anieș est un village du județ de Bistrița-Năsăud situé au pied des montagnes Rodna en Transylvanie, Roumanie. Il fait partie de la commune de Maieru.